# گوستاو ریتر فن کار
 گوستاو ریتر فن کار (انگلیسی: Gustav Ritter von Kahr؛ ۲۹ نوامبر ۱۸۶۲ – ۳۰ ژوئن ۱۹۳۴) یک سیاست‌مدار، و قاضی اهل آلمان بود.